# Concettualismo moscovita
Il Concettualismo moscovita è una corrente dell'arte concettuale russa.
Il movimento ha il suo inizio alla fine degli anni 1950.
Il termine “Concettualismo moscovita”, è apparso soltanto nel 1979 dopo la pubblicazione dell'articolo del critico d'arte Boris Groys “Concettualismo moscovita romantico”. Nell'articolo l'autore descrive il movimento, i suoi principi e alcuni dei suoi rappresentanti, e paragona il concettualismo russo degli anni sessanta e degli anni settanta al concettualismo occidentale dello stesso periodo. L'articolo è stato pubblicato sul giornale samizdat “37” a Leningrado nel 1979 e ripubblicato nello stesso anno su “a-YA” a Parigi.
Le radici del Concettualismo moscovita affondano nella seconda metà degli anni cinquanta. Nel 1956 a Mosca si forma un gruppo artistico composto da Yuri Nolev-Sobolev e Ülo Sooster. È noto come il “gruppo di Sooster-Sobolev” o “Sretenskij Bulvar” ("Сретенский Бульвар"), dal nome della strada di Mosca dove il gruppo si incontra. Per alcuni anni il gruppo svolge una serie di esperimenti, provando a usare i principi di stili artistici diversi, cercando il proprio posto nel sistema universale dell'arte. Ricercano un linguaggio artistico che possa essere uno strumento efficace e vivo, in opposizione all'unico stile allora permesso all'arte ufficiale sovietica, quello figurativo, patetico e propagandistico. Dopo alcuni anni di sperimentazione il gruppo arriva a un'arte opposta all'arte figurativa: l'arte dei concetti. Negli anni 1959 - 1966 al gruppo si sono aggiunti Ernst Neizvestny, Ilya Kabakov, Vladimir Yankilevsky, Viktor Pivovarov.
Alla fine degli anni 1950 ancora a Mosca, come ulteriore risposta alla pressione della macchina propagandistica dello stato, si crea un gruppo di letterati “Scuola Lianozovskaja”, inizialmente gruppo concretista, che poi si sposta verso il concettualismo e diventa una delle radici letterarie del Concettualismo moscovita.
Negli anni 1970 – 1980 si formano e lavorano il gruppo “Kollektivnye dejstvija” (“Azioni collettive”) di Andrej Monastyrsky, il gruppo “TOTart” di Natalia Abalakova e Anatolij Zhigalov, il gruppo di Rimma Gerlovina e Valerij Gerlovin, il gruppo “Gnezdo” (“Гнездо” / “Nido”) ed altri.
Fino alla seconda metà degli anni 1980, nella situazione caratterizzata dalla censura sovietica, il movimento del Concettualismo moscovita si svolgeva nel sottosuolo.
Il movimento del Concettualismo moscovita ha influenzato diversi artisti e movimenti dopo la fine del sistema sovietico. Fra loro l'artista Oleg Kulik, il cantante, poeta e performer Psoy Korolenko, lo scrittore Vladimir Georgievič Sorokin, la regista Svetlana Baskova, il gruppo “Medicinskaja germenevtika” ("Медицинская герменевтика" / “Ermeneutica medica”), il gruppo “Zapasnyj vykhod” ("Запасный Выход" Archiviato l'11 giugno 2012 in Internet Archive. / "Uscita d'Emergenza"), il movimento del Concettualismo Ridotto (Примитивный Концептуализм).
All'arte concettuale russa in genere e in particolare al Concettualismo Ridotto, si rifanno in alcune loro azioni gli scrittori emiliani Paolo Nori e Marco Raffaini.
Il paradigma teorico dichiarato dal Concettualismo moscovita, e dall'arte concettuale in genere, è la supremazia della descrizione dell'oggetto sull'oggetto descritto.
Il metodo del Concettualismo moscovita è abbastanza variabile, grazie alla longevità del fenomeno e alla quantità delle sue diverse ramificazioni, ma si può notare una regola universale valida per tutte le manifestazioni del movimento. Questa regola metodologica consiste nell'analisi totale e spietata della propria lingua applicata alla descrizione, che è l'oggetto dell'arte.

## Alcuni rappresentanti del Concettualismo moscovita
- Ilya Kabakov
- Andrej Monastyrsky
- Lev Rubinstein
- Ivan Chujkov
- Yuri Nolev-Sobolev
- Ülo Sooster
- Vagrich Bakhchanyan
- Ernst Neizvestny
- Erik Bulatov Archiviato il 20 febbraio 2020 in Internet Archive.
- Dmitrij Prigov
- Marina Perchikhina[collegamento interrotto]
- Igor Ioganson
- (EN) Natalia Abalakova, su tvgallery.ru. URL consultato il 19 novembre 2009 (archiviato dall'url originale il 17 dicembre 2007).
- (EN) Anatoly Zhigalov, su tvgallery.ru. URL consultato il 19 novembre 2009 (archiviato dall'url originale il 23 ottobre 2007).
- (EN) Viktor Pivovarov [collegamento interrotto], su russiatoday.com.
- Vadim Zaharov
- (RU) Nikita Alekseev, su josephbrodsky.org. URL consultato il 19 novembre 2009 (archiviato dall'url originale il 6 marzo 2011).
- Komar e Melamid